# Juan Antonio Rodríguez Marín
Juan Antonio Rodríguez Marín (Xàbia, 8 de febrer de 1939) és un advocat i polític valencià.

## Biografia
Ha estat Professor de Dret Administratiu a l'Escola de Pràctiques Jurídiques d'Alacant, lletrat territorial del Banco Central Hispano (BCE) i president de la Junta del Port d'Alacant. El 1976 integrà al PDLPV de Francisco Zaragoza Gomis, a qui va substituir com a diputat per Alacant a les eleccions generals espanyoles de 1977 per la UCD. Dins del Congrés dels Diputats fou Vocal de les Comissions d'Obres Públiques i Urbanisme i d'Incompatibilitats.
Un cop integrat en la UCD fou escollit regidor a l'ajuntament d'Alacant a les eleccions municipals espanyoles de 1979 i vicepresident de la Diputació d'Alacant el 1979-1983. A les eleccions generals espanyoles de 1982 fou candidat al Senat per la UCD, però no fou escollit.
Després de l'enfonsament de la UCD va seguir les passes de Zaragoza Gomis a la Unión Provincial Alicantina (UPRA) i a la Coalició Electoral Valenciana, amb la que es presentà a les eleccions a les Corts Valencianes de 1987, sense aconseguir ser escollits. Després del fracàs, ingressà al Partit Popular, partit amb el qual fou elegit senador a les eleccions generals espanyoles de 1993 i diputat a Corts Valencianes a les eleccions de 1991, 1995 i 1999. Ha estat senador designat per la Comunitat autònoma de 2004 a 2008, novament regidor de l'Ajuntament d'Alacant el 2003-2004 i membre de la Junta del Govern Local de l'Ajuntament d'Alacant.